# 6-Carboxy-4′,5′-dichlor-2′,7′-dimethoxyfluorescein-N-succinimidylester
6-Carboxy-4′,5′-dichloro-2′,7′-dimethoxyfluorescein-N-succinimidylester (6-JOE-SE) ist ein Fluoreszenzfarbstoff aus der Gruppe der Fluoresceine. Er wird zur Fluoreszenzmarkierung von Nukleinsäuren für die DNA-Sequenzierung verwendet. Er zeichnet sich durch eine hohe Quantenausbeute und eine geringe Sensitivität gegenüber dem pH-Wert aus.